# La Pija y la Quinqui
La Pija y la Quinqui es un pódcast español presentado por Carlos Peguero (alias Carlos Peguer) y María de los Angeles Maturana García (alias Mariang) publicado en la plataforma de streaming Spotify. Comenzó a emitirse en enero de 2022.

## Historia
Carlos Peguer y Mariang Maturana se conocieron en el año 2014, cuando tenían 14 años, a través de la plataforma de microblogging Twitter. Más tarde, tras graduarse de la escuela secundaria, ambos se mudaron a Madrid para estudiar Lenguas Modernas, Cultura y Comunicación; y Bellas Artes, respectivamente. Sin haberse graduado, trabajaron juntos como guionistas del programa Gen Playz de RTVE, y colaboraron en la serie de radio matutina Cuerpos Especiales de Europa FM.
La idea del programa surgió en agosto de 2020, propiciada por Peguer —que se convirtió en oyente frecuente de pódcasts durante la pandemia de COVID-19—, pero su primer programa no fue emitido hasta el 30 de enero de 2022.
En julio de 2022 ganaron fama tras entrevistar a la cantante Rosalía junto a su hermana. El mismo mes del año siguiente entrevistaron al presidente del gobierno, Pedro Sánchez. También han entrevistado a otras figuras mediáticas como Belén Aguilera, Sebastián Yatra, Rigoberta Bandini o Martiño Rivas.
A partir de la tercera temporada, que dio comienzo el 8 de octubre de 2023, la plataforma de comercio electrónico Zalando se convirtió en patrocinadora oficial del pódcast.

## Formato y producción
El pódcast se caracteriza por tener un formato de tertulia en el que a menudo se invitan figuras relevantes de la actualidad española, dejando de lado el enfoque tradicional de las entrevistas para crear un espacio natural y personal.
La primera temporada de La Pija y la Quinqui se grabó en la cocina del apartamento de Mariang, con medios limitados, y los vídeos se subían posteriormente a la plataforma YouTube. Esto dejó de hacerse a partir de la segunda temporada, cuando firmaron contrato con Spotify y el pódcast pasó a grabarse en un estudio de esa plataforma de streaming.
Los episodios se emiten los domingos.

## Episodios
| Temporada | Temporada         | Episodios | Episodios | Emisión original         | Emisión original    |
| Temporada | Temporada         | Episodios | Episodios | Primera emisión          | Última emisión      |
| --------- | ----------------- | --------- | --------- | ------------------------ | ------------------- |
|           | Primera temporada | 27        | 27        | 30 de enero de 2022      | 31 de julio de 2022 |
|           | Segunda temporada | 45        | 45        | 10 de septiembre de 2022 | 22 de julio de 2023 |
|           | Tercera temporada | 40        | 40        | 7 de octubre de 2023     | 20 de julio de 2024 |
|           | Cuarta temporada  | 40        | 40        | 21 de septiembre de 2024 | 5 de julio de 2025  |

### Segunda temporada
| Núm | Título                                         | Invitado(s)                      | Fecha de emisión (YouTube) | Ref    |
| --- | ---------------------------------------------- | -------------------------------- | -------------------------- | ------ |
| 24  | Pilladas por ti con Ana Mena                   | Ana Mena                         | 25 de febrero de 2023      | [ 18 ] |
| 25  | Dale, acho con Valentina Zenere                | Valentina Zenere                 | 4 de marzo de 2023         |        |
| 26  | Torreznos y fanfarria                          | -                                | 11 de marzo de 2023        |        |
| 27  | Enrabietadas                                   | -                                | 18 de marzo de 2023        |        |
| 28  | De retiro espiritual con Sebastián Yatra       | Sebastián Yatra                  | 25 de marzo de 2023        | [ 19 ] |
| 29  | Licor café con Martiño Rivas                   | Martiño Rivas                    | 1 de abril de 2023         | [ 20 ] |
| 30  | Flop era                                       | -                                | 8 de abril de 2023         |        |
| 31  | Neocostumbrismo con Eme de Amores              | Eme de Amores                    | 15 de abril de 2023        |        |
| 32  | Las tontas con Lola Índigo                     | Lola Índigo                      | 22 de abril de 2023        | [ 21 ] |
| 33  | Girlbossing con Carlotta Cosials y Ana Perrote | Carlotta Cosials y Ana Perrote   | 29 de abril de 2023        |        |
| 34  | Estaba de parranda con Chanel                  | Chanel Terrero                   | 6 de mayo de 2023          | [ 19 ] |
| 35  | La mala educación                              | -                                | 13 de mayo de 2023         |        |
| 36  | Arruinadas con La Ruina                        | Tomàs Fuentes e Ignasi Taltavull | 20 de mayo de 2023         |        |
| 37  | Las guarras de los M&Ms con Alba Reche         | Alba Reche                       | 27 de marzo de 2023        |        |
| 38  | Zowificación con Zowi                          | La Zowi                          | 3 de junio de 2023         | [ 18 ] |
| 39  | Lloricas con Nicki Nicole                      | Nicki Nicole                     | 10 de junio de 2023        | [ 22 ] |
| 40  | Sólo soy una chica con Nicole Wallace          | Nicole Wallace                   | 17 de junio de 2023        |        |
| 41  | Mear de pie con Club 113                       | Goorgo, Nil Ojeda y Werlyb       | 24 de junio de 2023        |        |
| 42  | Desloquizadas                                  | -                                | 1 de julio de 2023         |        |
| 43  | Murcia existe con Miguel Maldonado             | Miguel Maldonado                 | 8 de julio de 2023         | [ 23 ] |
| 44  | Mr. Handsome con Pedro Sánchez                 | Pedro Sánchez                    | 15 de julio de 2023        | [ 24 ] |
| 45  | Créditos finales                               | -                                | 22 de julio de 2023        |        |

### Tercera temporada
| Núm | Título                                                   | Invitado(s)                                       | Fecha de emisión (YouTube) | Ref    |
| --- | -------------------------------------------------------- | ------------------------------------------------- | -------------------------- | ------ |
| 1   | Vuelta al cole                                           | -                                                 | 7 de octubre de 2023       |        |
| 2   | Accidente a cámara lenta con Quim Gutiérrez              | Quim Gutiérrez                                    | 14 de octubre de 2023      | [ 25 ] |
| 3   | Angustia y neurociencia con Anna Castillo                | Anna Castillo                                     | 21 de octubre de 2023      | [ 26 ] |
| 4   | Experiencia religiosa con Javier Calvo y Javier Ambrossi | Javier Calvo y Javier Ambrossi                    | 28 de octubre de 2023      | [ 27 ] |
| 5   | Somos mediocres                                          | -                                                 | 4 de noviembre de 2023     |        |
| 6   | Salvadas por la campana con Belén Esteban y María Patiño | Belén Esteban y María Patiño                      | 11 de noviembre de 2023    | [ 28 ] |
| 7   | Sí se ve con Emilia                                      | Emilia Mernes                                     | 18 de noviembre de 2023    |        |
| 8   | Piparras y jamón con Lola Lolita                         | Lola Lolita                                       | 25 de noviembre de 2023    |        |
| 9   | No somos bordes con Greta Fernández                      | Greta Fernández                                   | 2 de diciembre de 2023     |        |
| 10  | Pashminas y miguelitos con Cariño                        | Cariño                                            | 9 de diciembre de 2023     |        |
| 11  | 800.000 euros con Berto Romero                           | Berto Romero                                      | 16 de diciembre de 2023    | [ 29 ] |
| 12  | Noche de paz con Keep It Cutre                           | Albanta San Román y Ángela Henche (Keep It Cutre) | 23 de diciembre de 2023    |        |
| 13  | Brochón y cuenta nueva                                   | -                                                 | 6 de enero de 2024         |        |
| 14  | Amor real con Macarena García y Ana Rujas                | Macarena García y Ana Rujas                       | 13 de enero de 2024        | [ 30 ] |
| 15  | No estoy embarazada con Masi                             | Masi Rodríguez                                    | 20 de enero de 2024        |        |
| 16  | Juguetes sin romper con Fran Perea y Víctor Elías        | Fran Perea y Víctor Elías                         | 27 de enero de 2024        |        |
| 17  | Campanadas y nintendos con Laura Escanes                 | Laura Escanes                                     | 3 de febrero de 2024       | [ 31 ] |
| 18  | Ya no caigo con Arturo Valls                             | Arturo Valls                                      | 10 de febrero de 2024      | [ 32 ] |
| 19  | Hiperventilando con Enzo Vogrincic                       | Enzo Vogrincic                                    | 17 de febrero de 2024      |        |
| 20  | Delfines cariñosos con David Broncano                    | David Broncano                                    | 24 de febrero de 2024      |        |
| 21  | Clases de historia con Clara Galle y Julio Peña          | Clara Galle y Julio Peña                          | 2 de marzo de 2024         | [ 30 ] |
| 22  | Peli, mantas y twinks con María Guerra                   | María Guerra                                      | 9 de marzo de 2024         |        |
| 23  | Vivitas y cornudas con Álvaro Mayo                       | Álvaro Mayo                                       | 16 de marzo de 2024        |        |
| 24  | Chicos majos con Juanjo y Martin                         | Juanjo Bona y Martin Urrutia                      | 23 de marzo de 2024        |        |
| 25  | He besado a otro con Abril Zamora                        | Abril Zamora                                      | 6 de abril de 2024         |        |
| 26  | Pedos y paredes con Aitana y Fernando Guallar            | Aitana y Fernando Guallar                         | 13 de abril de 2024        |        |
| 27  | De pueblo con Dani Martínez                              | Dani Martínez                                     | 20 de abril de 2024        | [ 33 ] |
| 28  | Centenario de La Pija y la Quinqui con Isa Tofu          | Isa Tofu                                          | 27 de abril de 2024        |        |
| 29  | Ídolas con Dulceida                                      | Dulceida                                          | 4 de mayo de 2024          | [ 34 ] |
| 30  | Estafadas con Eva Soriano                                | Eva Soriano                                       | 11 de mayo de 2024         | [ 35 ] |
| 31  | Rubias y guapas con María Escarmiento                    | María Escarmiento                                 | 18 de mayo de 2024         | [ 36 ] |
| 32  | Segunda adolescencia con Clara Galle y Nicole Wallace    | Clara Galle y Nicole Wallace                      | 25 de mayo de 2024         | [ 37 ] |
| 33  | Amigas para siempre con Andrea Compton y Berry Berryuca  | Andrea Compton y Berry Berryuca                   | 1 de junio de 2024         |        |
| 34  | Adultas de verdad con Lalachus                           | Lalachus                                          | 8 de junio de 2024         |        |
| 35  | Sinvergüenzas con Valeria Ros                            | Valeria Ros                                       | 15 de junio de 2024        |        |
| 36  | No hacer nada con Amaia                                  | Amaia Romero                                      | 22 de junio de 2024        | [ 38 ] |
| 37  | Académicos con Dani Rovira                               | Dani Rovira                                       | 29 de junio de 2024        | [ 39 ] |
| 38  | El mago del pop con Bustamante                           | David Bustamante                                  | 6 de julio de 2024         | [ 40 ] |
| 39  | Caviar y gazpacho con Becky G                            | Becky G                                           | 13 de julio de 2024        | [ 41 ] |
| 40  | Se acabó lo que se daba                                  | -                                                 | 20 de julio de 2024        |        |

### Cuarta temporada
| Núm | Título                                              | Invitado(s)                                               | Fecha de emisión (YouTube) | Ref    |
| --- | --------------------------------------------------- | --------------------------------------------------------- | -------------------------- | ------ |
| 1   | Esto pa ti con Estopa                               | Estopa                                                    | 22 de septiembre de 2024   | [ 42 ] |
| 2   | Sobremesa                                           | -                                                         | 29 de septiembre de 2024   |        |
| 3   | Spoilers con Carles Tamayo                          | Carles Tamayo                                             | 6 de octubre de 2024       | [ 43 ] |
| 4   | Hundidos con Milena Smit y Hovik Keuchkerian        | Milena Smit y Hovik Keuchkerian                           | 13 de octubre de 2024      |        |
| 5   | Adivinas con Ana Mena                               | Ana Mena                                                  | 20 de octubre de 2024      | [ 44 ] |
| 6   | Triunfadora y divina con Belén Aguilera             | Belén Aguilera                                            | 27 de octubre de 2024      |        |
| 7   | Interioristas con Mushkaa                           | Mushkaa                                                   | 3 de noviembre de 2024     |        |
| 8   | Power point                                         | -                                                         | 10 de noviembre de 2024    |        |
| 9   | Ciudadanas ejemplares con Carmen Machi              | Carmen Machi                                              | 17 de noviembre de 2024    | [ 45 ] |
| 10  | Ideal total con Isabel Calderón y Lucía Lijtmaer    | Isabel Calderón y Lucía Lijtmaer                          | 24 de noviembre de 2024    |        |
| 11  | Insoportables con Brays Efe                         | Brays Efe                                                 | 1 de diciembre de 2024     |        |
| 12  | Morro fino con Paco León                            | Paco León                                                 | 8 de diciembre de 2024     | [ 46 ] |
| 13  | Hackeadas con Inés Hernand                          | Inés Hernand                                              | 15 de diciembre de 2024    |        |
| 14  | Provincianas con Alba Reche y Samantha Hudson       | Alba Reche y Samantha Hudson                              | 22 de diciembre de 2024    |        |
| 15  | Fin de año con Enzo Vogrincic                       | Enzo Vogrincic                                            | 29 de diciembre de 2024    | [ 47 ] |
| 16  | Caballeros medievales con Carolina Durante          | Carolina Durante                                          | 12 de enero de 2025        | [ 48 ] |
| 17  | Pájaros con Juanjo Bona                             | Juanjo Bona                                               | 19 de enero de 2025        | [ 49 ] |
| 18  | Denununciados con Antonio Resines                   | Antonio Resines                                           | 26 de enero de 2025        | [ 50 ] |
| 19  | Pulcras y pedorras con Lola Lolita                  | Lola Lolita                                               | 2 de febrero de 2025       | [ 51 ] |
| 20  | Cine con Tini                                       | Tini                                                      | 9 de febrero de 2025       |        |
| 21  | Sin filtro con Carlota Marañón y Sofía Hamela       | Carlota Marañón y Sofía Hamela                            | 16 de febrero de 2025      |        |
| 22  | Vagos y maleantes con Guitarricadelafuente          | Guitarricadelafuente                                      | 23 de febrero de 2025      |        |
| 23  | Primos con Sastre y Maldonado                       | Miguel Maldonado y José Luis Sastre                       | 2 de marzo de 2025         |        |
| 24  | Buena gente con Dani Fernández                      | Dani Fernández                                            | 9 de marzo de 2025         | [ 52 ] |
| 25  | Espumosas con Natti Natasha                         | Natti Natasha                                             | 16 de marzo de 2025        |        |
| 26  | Clickbait con Pablo Alborán                         | Pablo Alborán                                             | 23 de marzo de 2025        | [ 53 ] |
| 27  | Internet de antaño con Álvaro Mel                   | Álvaro Mel                                                | 30 de marzo de 2025        |        |
| 28  | Simpáticas pero problemáticas con Rigoberta Bandini | Rigoberta Bandini                                         | 5 de abril de 2025         | [ 54 ] |
| 29  | Morenas y furiosas con Lola Índigo                  | Lola Índigo                                               | 14 de abril de 2025        | [ 55 ] |
| 30  | Front row con Young Miko                            | Young Miko                                                | 26 de abril de 2025        |        |
| 31  | Iluminadas                                          | -                                                         | 3 de mayo de 2025          |        |
| 32  | Responsable y rockstar con Damiano                  | Damiano David                                             | 10 de mayo de 2025         | [ 56 ] |
| 33  | La importancia del gotelé con Mariliendre           | Martin Urrutia, Blanca Martínez Rodrigo y Carlos González | 17 de mayo de 2025         |        |
| 34  | Adicta al Candy Crush con Úrsula Corberó            | Úrsula Corberó                                            | 24 de mayo de 2025         | [ 57 ] |
| 35  | No hay gaditanos en Oslo                            | Juan y Medio                                              | 31 de mayo de 2025         | [ 58 ] |
| 36  | Botox en los pies con Yolanda Ramos                 | Yolanda Ramos                                             | 7 de junio de 2025         | [ 59 ] |
| 37  | De charla profunda con Natalia Lacunza              | Natalia Lacunza                                           | 14 de junio de 2025        |        |
| 38  | Atún en lata con Olympo                             | Elenco de Olympo                                          | 21 de junio de 2025        | [ 60 ] |
| 39  | Disfrutonas con Eva Soriano                         | Eva Soriano                                               | 28 de junio de 2025        |        |
| 40  | Cerrad al salir                                     | -                                                         | 5 de julio de 2025         |        |

## Recepción
La revista Vogue alabó su «formato conversacional», que calificó de «innovador». La edición española de la revista Forbes incluyó al programa en su lista «50 best in podcasting» de 2023.
En el año 2023 el programa ganó el premio Ídolo al «Mejor pódcast del año».